# Piano de Frederic Mompou
El Piano de Frederic Mompou és una de les peces destacades de la col·lecció del Museu de la Música de Barcelona. Es tracta d'un piano Chassaigne Frères, fabricat a Barcelona a començaments del segle xx, cedit al Museu per la seva vídua, la pianista i pedagoga Carme Bravo, el 18 de desembre del 2002.

## L'artista
Frederic Mompou (Barcelona, 1893 – Barcelona, 1987) fou un compositor dedicat de manera especial a la música per a piano i de qui sovint s'ha destacat la influència que va rebre de les sonoritats pures de la ressonància de les campanes fetes a l'empresa familiar, la foneria Dencausse.

## Història
Aquest és l'instrument en el qual el compositor va escriure les seves primeres cançons i peces per a piano i que va tenir sempre a casa seva, si més no des del 22 d'octubre del 1915, data del contracte i factura d'arrendament conservats. El toc subtil d'aquest teclat i la seva particular sonoritat s'adiuen perfectament amb l'ideal tímbric i d'execució de la música de piano de Mompou, i esdevé un document i testimoni sonor transcendental a l'hora d'aprofundir en les característiques de la seva creació musical.
L'altra raó per a la conservació d'aquest instrument en el Museu de la Música és la de ser un bon exemplar representatiu de la gamma alta de pianos de la casa Chassaigne, de tanta transcendència per a Barcelona i per a Catalunya.
A les acaballes del segle xix, Barcelona era la ciutat amb més fàbriques de pianos de tota la península Ibèrica i, tot i que hi podíem arribar a comptar una trentena de constructors o representants (Alberdi, Altimira, Joan Ayné, Bernareggi, Boisselot, Guarro, Izabal, Joan Baptista Pujol, Ortiz & Cussó...), la casa Chassaigne va ser-ne, de molt, la més important, acaparant cap al 1914 el 50% de tota la producció de l'estat. Fundada pel francès Jean Chassaigne l'any 1864, el 1879 hi va associar els seus fills Camilo i Fernando, que el 1887 el succeïren amb el nom de Chassaigne Frères. La seva seu era al carrer de Fortuny, números 3-5, i després va estar l'entresol del número 34 del Passeig de Gràcia, tot i que la seva gran fàbrica es trobava al carrer de València. Bona part de la seva producció era per a l'exportació, principalment a Sud-amèrica, però també a Itàlia, Turquia i les Filipines.
Chassaigne va ser dels pocs constructors de pianos que varen sobreviure al trasbals de la Guerra Civil Espanyola (1936-39), tot i que va reduir la seva producció a uns cent instruments l'any, entre pianos verticals i de cua. Va plegar definitivament l'any 1967, amb la liberalització de la importació d'instruments, i després d'haver fet 36.500 instruments durant gairebé un segle.